# Tanapag
Tanapag – miasto w Marianach Północnych; na wyspie Saipan; według danych szacunkowych na rok 2009 liczy 5 473 mieszkańców. Ośrodek turystyczny. Czwarte co do wielkości miasto kraju.